# Sporobolus cryptandrus
Sporobolus cryptandrus är en gräsart som först beskrevs av John Torrey, och fick sitt nu gällande namn av Asa Gray. Sporobolus cryptandrus ingår i släktet droppgräs, och familjen gräs. Inga underarter finns listade i Catalogue of Life.

## Bildgalleri

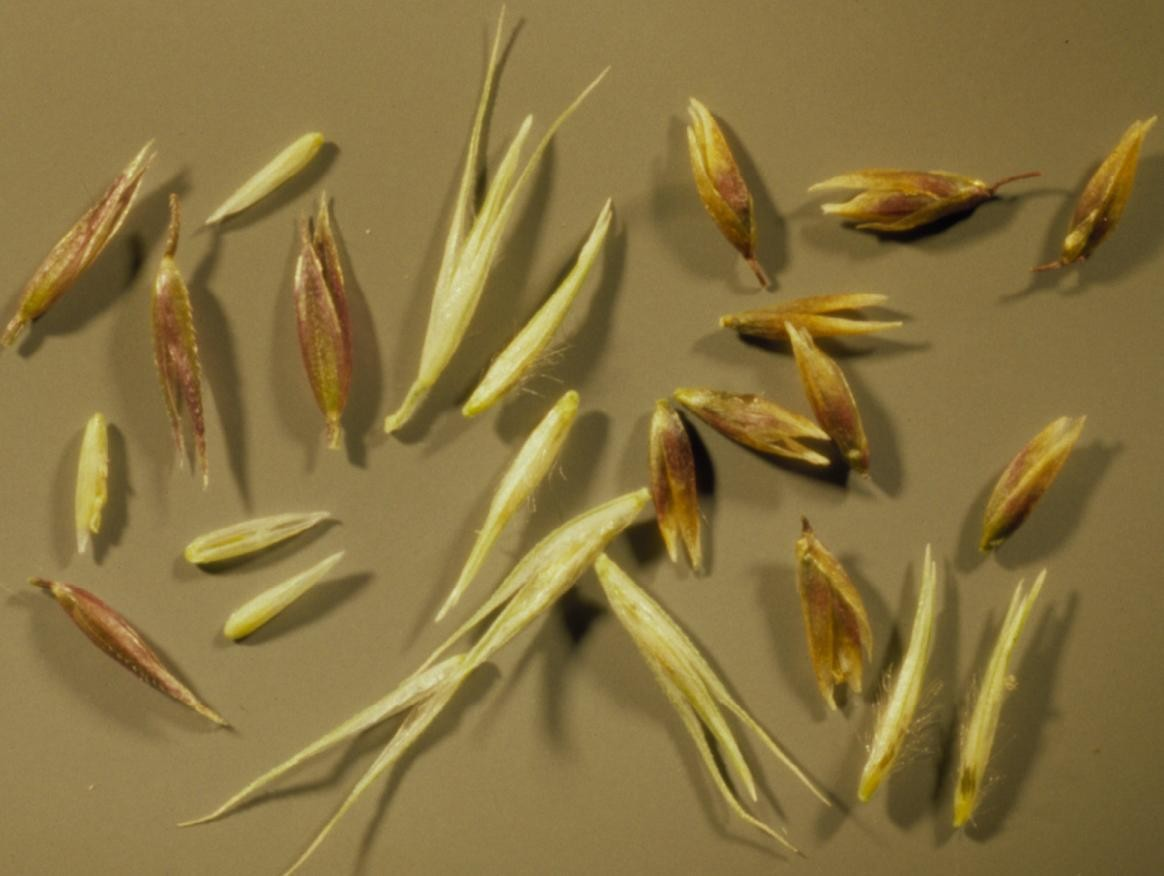
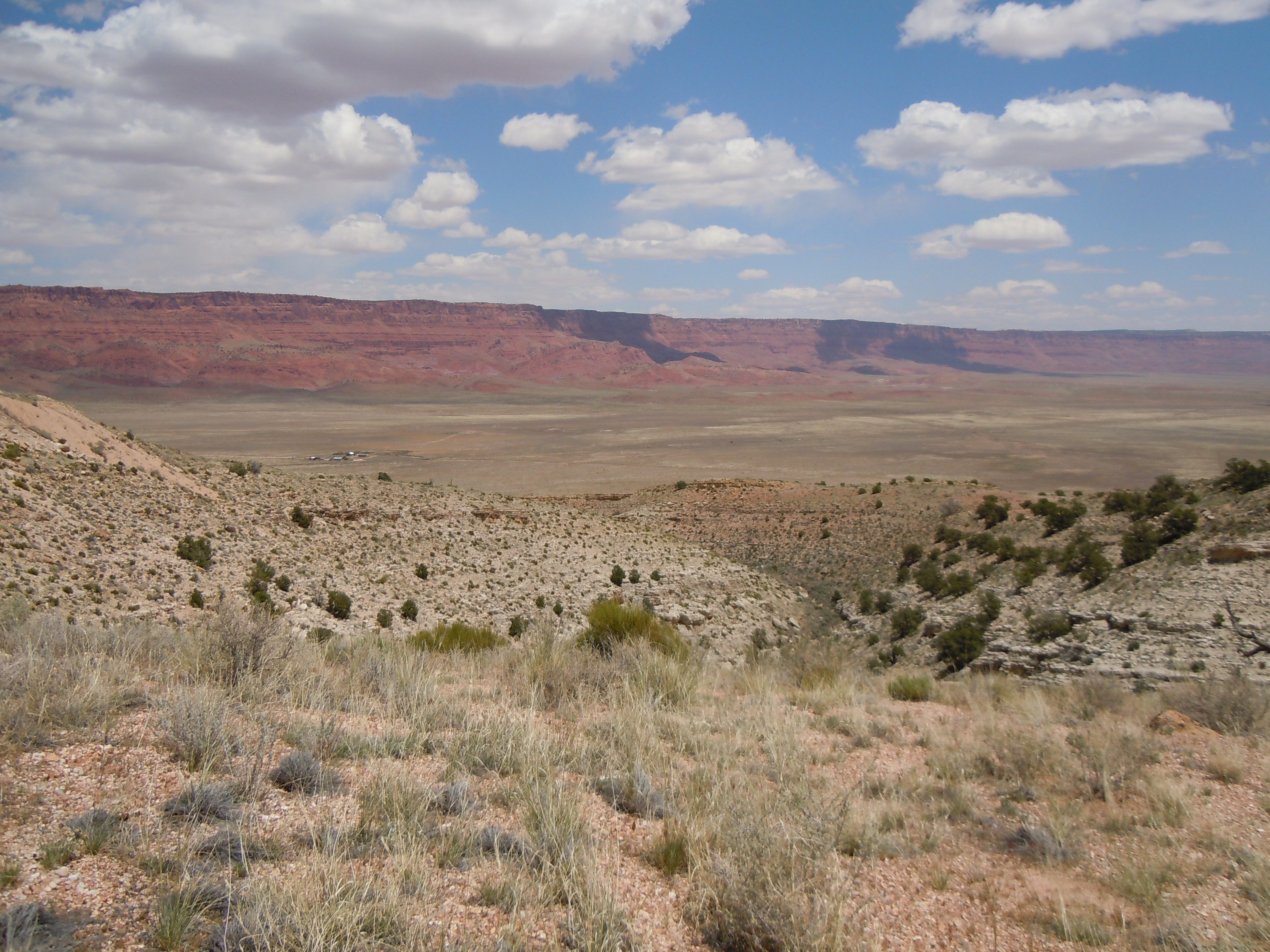
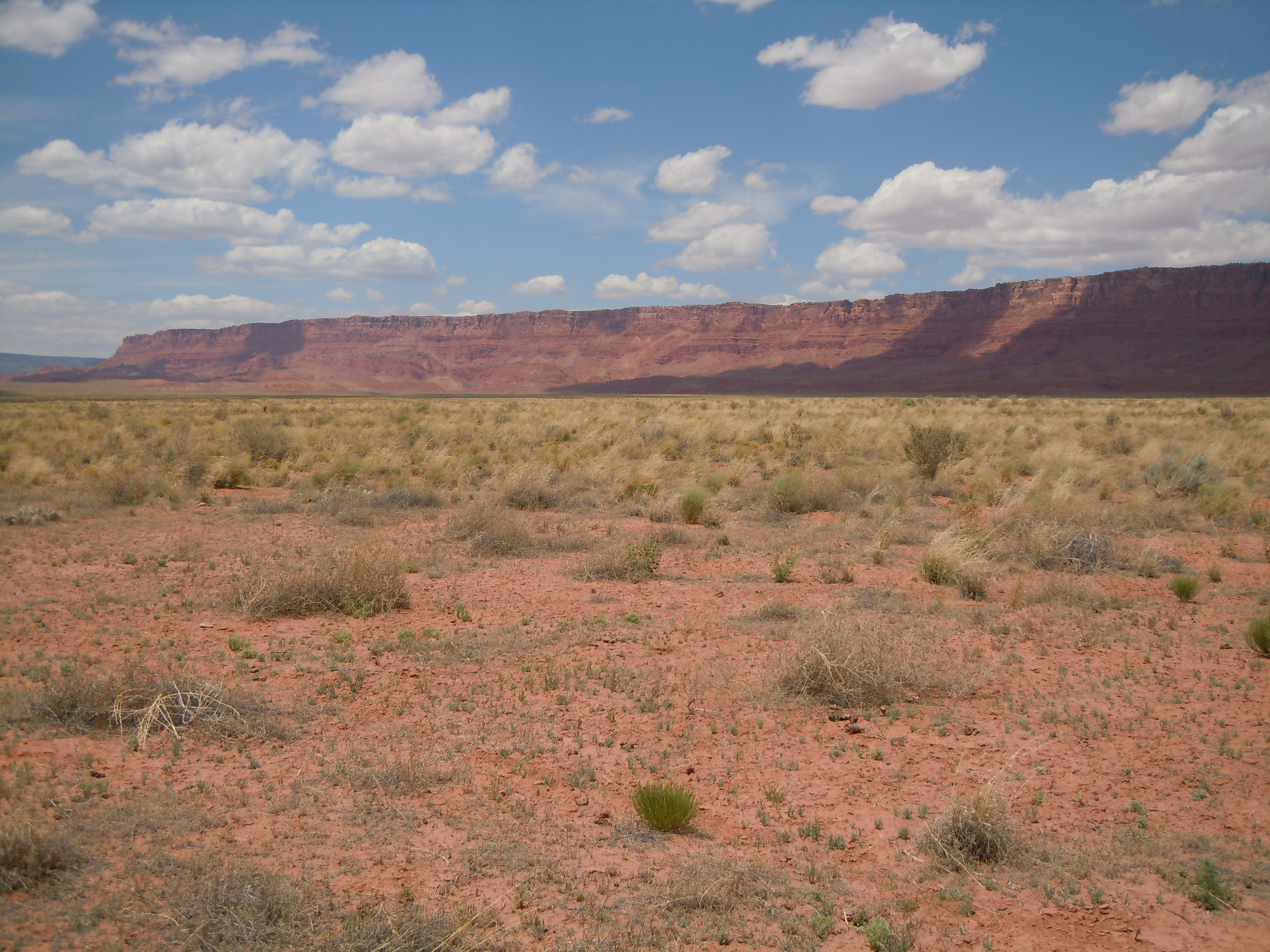
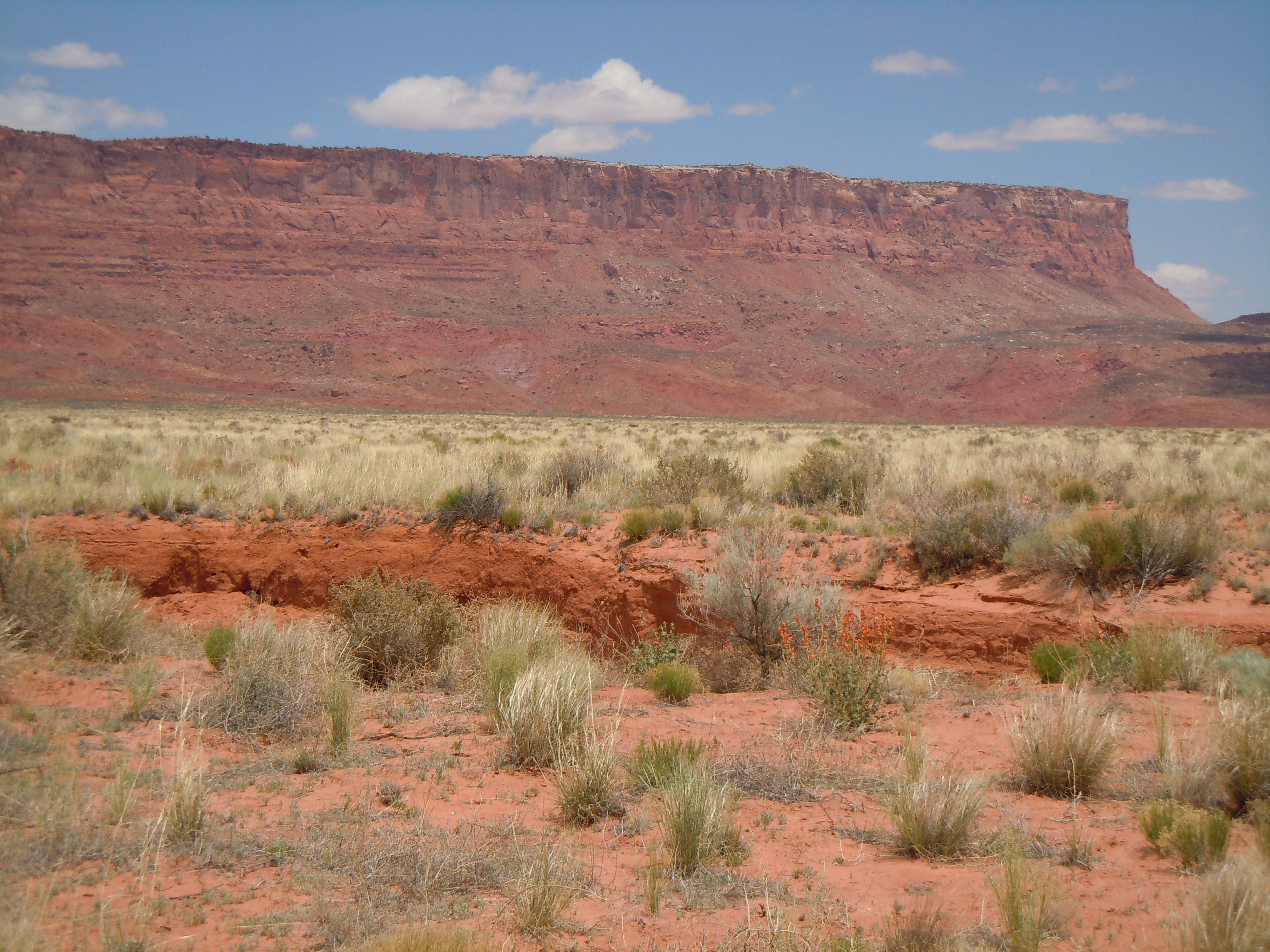